# Faith and Freedom Coalition
The Faith and Freedom Coalition (en español: La coalición de la fe y la libertad ) es una organización sin ánimo de lucro, cristiana, americana, y conservadora. La organización fue fundada en el año 2009 por el fundador de la Coalición Cristiana, Ralph Eugene Reed Jr.
Su fundador describió a la organización "como una versión del siglo XXI de la Coalición Cristiana". Reed diseñó a la nueva organización para que sirviera como puente entre los votantes evangélicos y el Tea party.
La organización creció rápidamente con centenares de miles de personas que la apoyaban, y con centenares de capítulos locales. Reed y su organización, apoyaron la campaña electoral de Mitt Romney y Paul Ryan, en el año 2012, después de organizar un debate para los candidatos republicanos, y un capítulo estatal estuvo implicado en las elecciones estatales en 2012.
La coalición se opone al aborto y a los matrimonios del mismo sexo, y ofrece su apoyo a un gobierno limitado, a bajar los impuestos, a la reforma educativa, al libre comercio, a una defensa nacional fuerte, y apoya al Estado de Israel.
La Faith and Freedom Coalition, celebró su primera conferencia en el mes de septiembre del año 2010, en Washington DC, con participantes prominentes como por ejemplo; Newt Gingrich, Karl Rove, y Bob McDonell, que era entonces el gobernador de Virginia. Otros participantes bastante conocidos fueron; Gary Bauer, el republicano Lynn Westmoreland, Richard Land, el republicano Randy Forbes, Herman Cain, el republicano Tom Price, Dinesh D'Souza y Rick Santorum.
En el mes de junio del año 2014, se celebró una conferencia en Washington DC. El evento contó con la participación de invitados tales como el senador Bobby Jindal, Monica Crowley, el senador republicano Ted Cruz, el senador Mitch McConnell, y el senador Mike Huckabee. La activista conservadora Phyllis Schlafly recibió el premio Winston Churchill por su liderazgo conservador y por su historial de activismo.